# بافورد إلينغتون
بافورد إلينغتون هو صحفي وسياسي أمريكي، ولد في 27 يونيو 1907 في ليكسينغتون في الولايات المتحدة، وتوفي في 3 أبريل 1972 في بوكا راتون في الولايات المتحدة. نشط حزبياً في الحزب الديمقراطي. وقد انتخب حاكم تينيسي ‏.